# Бої за Торецьк (2014)
Бої за Торецьк — бойові дії, що точилися влітку 2014 року під час війни на Донбасі за місто Торецьк (2014 року — Дзержинськ) Донецької області.

## Передумови
14 квітня 2014 року полковник МВС Павло Панасюк в особистому спілкуванні запевнив учасників проросійських сил, що міліція не відповідатиме на запит центральної влади, якщо та накаже заарештовувати представників проросійського руху, пояснивши це тим, що для цього існують інші органи.

## Перебіг подій
20 липня 2014 року, напередодні запланованої операції, капітан 1-го рангу Збройних сил України Едуард Шевченко особисто пройшов містом у цивільному для оцінки ситуації.
21 липня 2014 року о 6:00 ранку дві групи спецпризначення висунулися до Дзержинська. Перша група з 33 бійців керувалась Едуардом Шевченком, друга нараховувала 8 чоловік.

## Втрати
| Прізвище, ім'я, по-батькові | Звання       | Дата смерті   | Формування | Обставини                                          |
| --------------------------- | ------------ | ------------- | ---------- | -------------------------------------------------- |
| Майстерюк Роман Андрійович  | підполковник | 21 липня 2014 | 34 БТрО    | Загинув поблизу смт. Неліпівка, у бою за блокпост. |

## Матеріали
- Віктор Трегубов, Освобождение Торецка: украинский дом Павлова [Архівовано 25 жовтня 2017 у Wayback Machine.](рос.) // Петр и Мазепа, 21 липня 2016